# U-992
Unterseeboot 992 foi um submarino alemão do Tipo VIIC, pertencente a Kriegsmarine que atuou durante a Segunda Guerra Mundial.

## Comandantes
| Comandante       | Data                                    |
| ---------------- | --------------------------------------- |
| Oblt. Hans Falke | 2 de agosto de 1943 - 9 de maio de 1945 |

## Subordinação
Durante o seu tempo de serviço, esteve subordinado às seguintes flotilhas:
| Período                                       | Flotilha                                   |
| --------------------------------------------- | ------------------------------------------ |
| 2 de agosto de 1943 - 29 de fevereiro de 1944 | 5. Unterseebootsflottille (treinamento)    |
| 1 de março de 1944 - 31 de maio de 1944       | 3. Unterseebootsflottille (serviço ativo)  |
| 1 de junho de 1944 - 30 de setembro de 1944   | 11. Unterseebootsflottille (serviço ativo) |
| 1 de outubro de 1944 - 8 de maio de 1945      | 13. Unterseebootsflottille (serviço ativo) |

## Operações conjuntas de ataque
O U-992 participou das seguinte operações de ataque combinado durante a sua carreira:
- Rudeltaktik Trutz (1 de junho de 1944 - 10 de julho de 1944)
- Rudeltaktik Dachs (1 de setembro de 1944 - 5 de setembro de 1944)
- Rudeltaktik Zorn (28 de setembro de 1944 - 1 de outubro de 1944)
- Rudeltaktik Grimm (1 de outubro de 1944 - 2 de outubro de 1944)
- Rudeltaktik Panther (20 de outubro de 1944 - 9 de novembro de 1944)
- Rudeltaktik Stier (5 de dezembro de 1944 - 7 de dezembro de 1944)
- Rudeltaktik Hagen (17 de março de 1945 - 21 de março de 1945)